# Salwa Al Neimi
Salwa Al Neimi (Salwá al Nuʿaymī), née en 1951 à Damas, est une poète et écrivaine syrienne.

## Biographie
Née en 1951 à Damas, Salwa Al Neimi effectue des études de littérature à l'université de Damas, puis à la Sorbonne en France.
Elle travaille ensuite comme journaliste. Elle vit et travaille à Paris depuis les années 1970. Après plusieurs recueils de poésie, elle publie en 1994 un premier roman, Le livre de secrets. Mais c'est en 2007, un roman érotique, La Preuve par le miel, écrit en arabe, paru chez l'éditeur Riad El-Rayess à Beyrouth, traduit ensuite dans 19 langues, qui la fait connaître,.

## Œuvres traduites en français
- 1980 : Parallèles, Paris, Éditions Paris Méditerranée, coll. « Petite bibliothèque arabe »,
- 1994 : Le livre des secrets, Le Caire, Éditions Paris Méditerranée, coll. « Petite bibliothèque arabe », recueil de nouvelles,
- 1996 : Tentation de ma mort, Le Caire, Éditions Paris Méditerranée, coll. « Petite bibliothèque arabe »,
- 1999 : Ceux que j'aime sont tous partis, Le Caire, Éditions Paris Méditerranée, coll. « Petite bibliothèque arabe », poésie
- 2002 : Mes ancêtres les assassins, Paris, Éditions Paris Méditerranée, coll. « Petite bibliothèque arabe », 77 p.  (ISBN 2-84272-149-7), poésie
- 2008 : La Preuve par le miel, Paris, trad. de Oscar Heliani, revue par l'auteur, Éditions Robert Laffont, coll. « Pavillons Poche  », 177 p.  (ISBN 978-2-221-10976-2)[4],[5]
- 2013 : Presqu'île arabe, Paris, trad. de Leila Tahir, Éditions Robert Laffont, 208 p.  (ISBN 978-2-221-13333-0)